# 盛誉
盛誉（せいよ、生年不詳 - 天正10年3月16日（1582年4月18日））は、戦国時代から安土桃山時代の肥後国球磨の僧侶。普門寺5代院主で、号は奝然坊（ちょうねんぼう）。父は湯山宗豊、母は玖月善女、兄は湯山宗昌。

## 生涯
湯山地頭の湯山宗豊の次男に生まれるも、11歳で出家し普門寺3代阿闍梨真盛に随い、奝然坊盛誉と号した。その後、願成寺11世法院真誉に密灌を受け、日向国佐土原の黒貫寺にて数年間修学した後、元亀年間に普門寺4代朝弁に密伝を受けると普門寺5代院主に任じられた。
しかし、天正9年（1581年）12月、相良義陽の実弟相良頼貞が、兄の死後に相良家を継がんと挙兵する。頼貞は深水長智らに説得され後継を諦め日向国に逃れたが、翌天正10年（1582年）この頼貞の乱に盛誉と実兄の宗昌が与したと讒言される。義陽の跡を継いだ相良忠房は二人を成敗するよう、須木米良の黒木千右衛門に命じたが、身に覚えのない二人は普門寺にて謹慎する。やがて、讒言は虚実と判り、成敗は中止と決まった。忠房は打ち手にそれを伝えるべく犬童九助という者を遣わしたが、九助は途中の築地村に立ち寄った上に、馬療治の家で酒を飲んだ挙句に途中で寝入ってしまう。黒木らは命令撤回を知らず普門寺を夜襲、兄の宗昌は日向国に逃亡したものの、盛誉は道場にて観音経を読経しているところを刺殺された。盛誉の弟子は抵抗するも多勢に無勢、一人残らず討ち取られ普門寺も焼亡した。

その後、盛誉の実母である玖月善女は相良家を深く恨み、市房山で呪詛をして、最期は飼い猫に自分の血を舐めさせ、自殺した。それから不吉な出来事が続き、呪いは幾ら祈祷しても祓われずに、とうとう忠房も疱瘡を患って没した。跡を継いだ相良頼房は、慶長2年（1597年）青井阿蘇神社に祠を立てるが、それでも鎮まりきれず、寛永2年（1625年）、普門寺の跡地に千光山生善院を建立、盛誉に「権大僧都法院」を贈号し、盛誉の命日である3月16日に当主と領民が参詣するようになったことでようやく治まった。